# نعمة الله أغاسي
نعمة الله آزمودَة المعروف بـأغاسي (21 يوليو 1939 - 6 نوفمبر 2005) مغني شعبي وملحن إيراني. ولد في الأهواز ونشأ بها. كان مهتمًا بالرياضة وكان ناشطًا في نادي تاج الأهواز. بدأ تعليم الموسيقى في شبابه وقد تتأثر بالثقافة الشعبية الخوزستانية. تشمل أغانيه الأولى آمنة و لَبِ كارون. بعد أدائه الناجح في لاله زار بطهران، كان أول مغني لاله زاري يبث صوته على الإذاعة والتلفزيون الوطني الإيراني. بدأ مسيرته السينمائية كمغني وممثل في فيلم «إي والله» للمخرج منوتشهر نوذري.